# Anselm Franz von Bentzel
Franz Hermann Anselm Christoph Augustin Freiherr von Bentzel-Sternau, appelé ordinairement Anselm Franz von Bentzel (né le 28 août 1738 à Mayence, décédé le 7 mars 1786 à Emmerichshofen) est un curateur (administrateur civil) de l'ancienne université de Mayence, connu pour avoir favorisé l'accès des protestants et des Juifs aux études en cette université.

## Famille

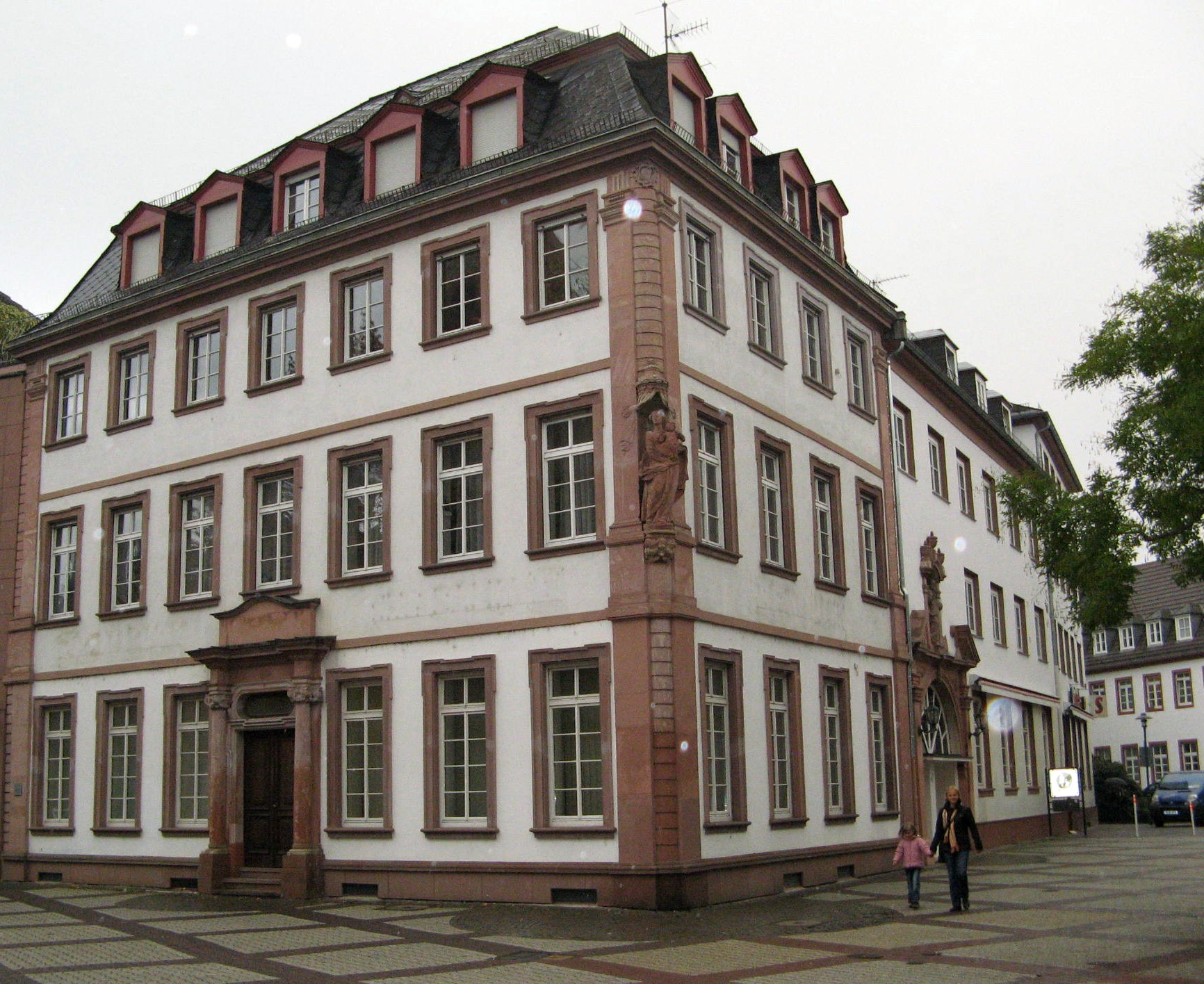
Maison d'hôtes de l'Hôtel Bentzel

Fils de Johann Jacob, membre du Reichshofrat et chancelier de la Cour Mayence (1725), et de Catherine von Scherer, il épouse Ernestine Ludovica Pletz en 1766, dont il a 4 fils et 5 filles.

## Carrière
Après des études de droit à Mayence, Erfurt, Vienne et Wetzlar, il accède dès 1758 au service du prince-électeur de Mayence Jean-Frédéric-Charles d'Ostein; en 1763 il est secrétaire de la chancellerie, en 1771 vice-chancelier et en 1773 chancelier. Partisan d'une ouverture aux Lumières dans l'organisation des monastères dès 1770 et impliqué dans le processus de séparation de l'université d'avec le gouvernement de l'Église, il fait partie de ceux qui combattent l'influence des Jésuites et il doit quitter Mayence après la mort du prince-archevêque Emeric-Joseph de Breidbach de Burrisheim en 1774. C'est seulement quand le successeur Frédéric-Charles Joseph d'Erthal s'oriente lui-même dans la direction des Lumières, que Benzel-Sternau est rappelé en 1782 en tant que Kurator des universités de Mayence et Erfurt. Il transforme alors le programme des études, dont une part se fera désormais en allemand et le système de nomination des professeurs avec la bienveillante protection du prince-électeur. C'est aussi grâce à lui que l'accès de l'université est rendu possible aux protestants et aux Juifs.

## Sources
- Anton Philipp Brück, « Benzel-Sternau, Franz Hermann Anselm Christoph Augustin Freiherr von », Neue Deutsche Biographie, vol. 2,‎ 1955, p. 59 (lire en ligne)